# Политика (1913 – 1915)
„Политика“ с подзаглавие Политико-обществен ежедневник. Излиза ежедневно към 4 часа вечерта е български вестник, излизал от 1 октомври 1913 до 2 януари 1915 година в София под редакцията на Никола Наумов.
| Годишнина | Броеве    | Дата                              |
| --------- | --------- | --------------------------------- |
| I         | 1 – 379   | 1 октомври 1913 – 4 декември 1914 |
| II        | 380 – 403 | 5 декември 1914 – 2 януари 1915   |

„Политика“ първоначално е смятан за вечерно издание на „Изгрев“. От брой 123 заглавието му е „Политика, търговия и промишленост“, от 187 - „Търговско-промишлена политика“, от 341 пак „Политика“, а от 342 „Народна политика“. От 123 брой излиза в делниците. От 341 подзаглавието му е Ежедневен вестник, а от 342 - Орган на народните интереси и на Българския народен комитет. Стопанин е Петър Глушков, от 123 се издава от редакционен комитет, а от 180 главен редактор е Ив. Коларов, а стопанин – Ив. П. Дойнов. Печата се в печатниците „Витоша“ и „Петър Глушков“.
Вестникът е на националистически позиции. Призовава към окупация на Македония и критикува остро Сърбия и Гърция. Първоначално е обществено-политически, но от брой 123 става с търговска насоченост. От 242 брой се фокусира предимно върху избухналата Първа световна война. Критикува правителството на Гешов и подкрепя либералския кабинет. Във вестника пишат Иван Кепов, Петко Пенчев, генерал Никола Иванов, Стою Шишков, Димитър Маринов, Никола Киров.